# Forzo
Il Forzo è un torrente del Piemonte, affluente in destra idrografica del Soana. Il suo corso si sviluppa interamente nel territorio del comune di Ronco Canavese (TO); il perimetro del suo bacino è 37 km.

## Percorso

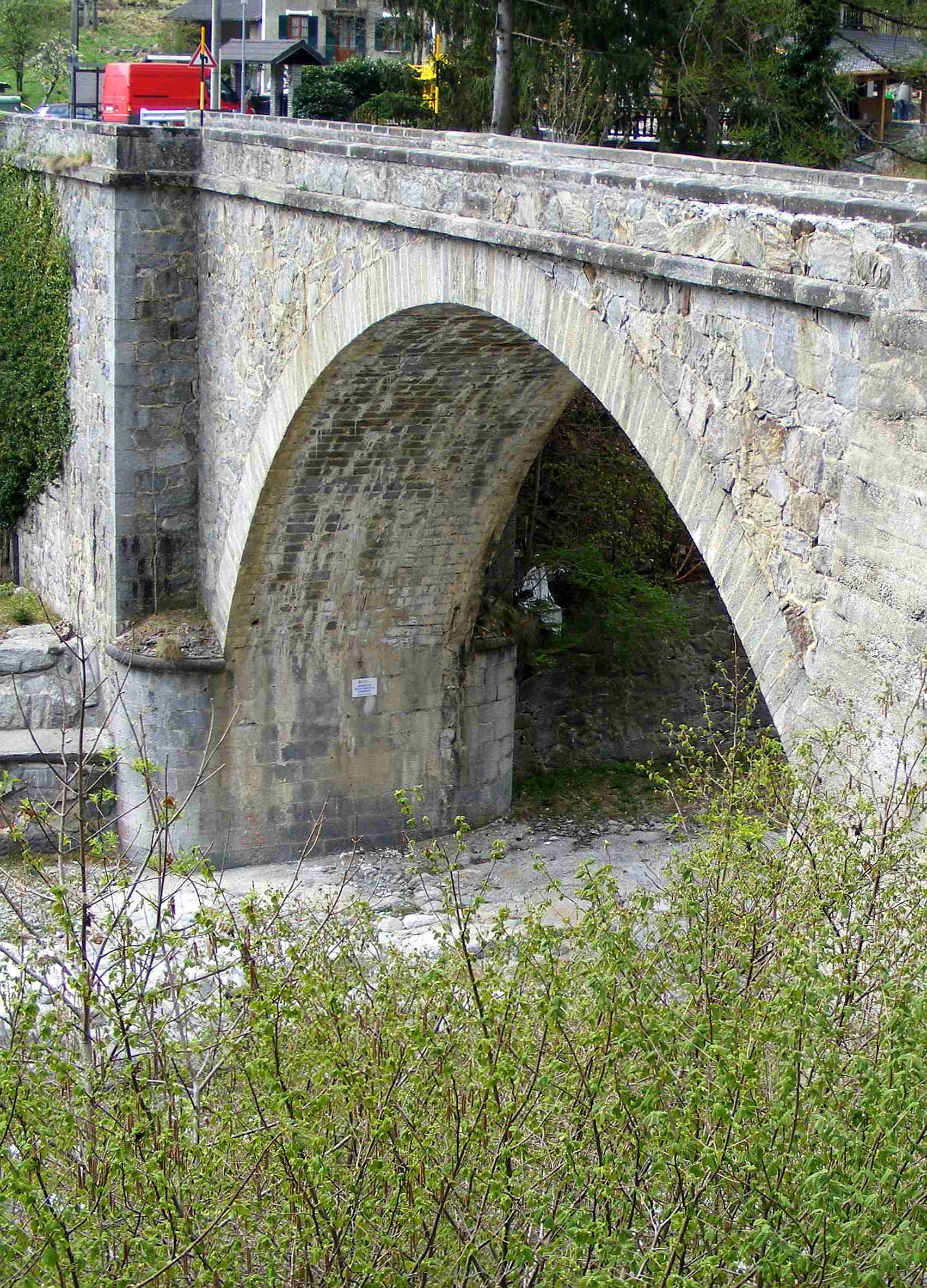
Il ponte della SP 47 sul Forzo

Nasce in comune di Ronco Canavese poco sotto al Colle di Bardoney (2833 m) e scende verso sud-est ricevendo il primo affluente importante (il torrente Pisone) tra le frazioni Boschiettera e Boschietto. Raggiunto l'abitato di Forzo la vallata si allarga ma il suo orientamento rimane costante fino alla confluenza nel Soana, che avviene presso la frazione Bosco a quota 870 m.
Il torrente e il suo bacino sono quasi interamente compresi entro i confini del Parco Nazionale del Gran Paradiso.

## Principali affluenti
- In sinistra idrografica:

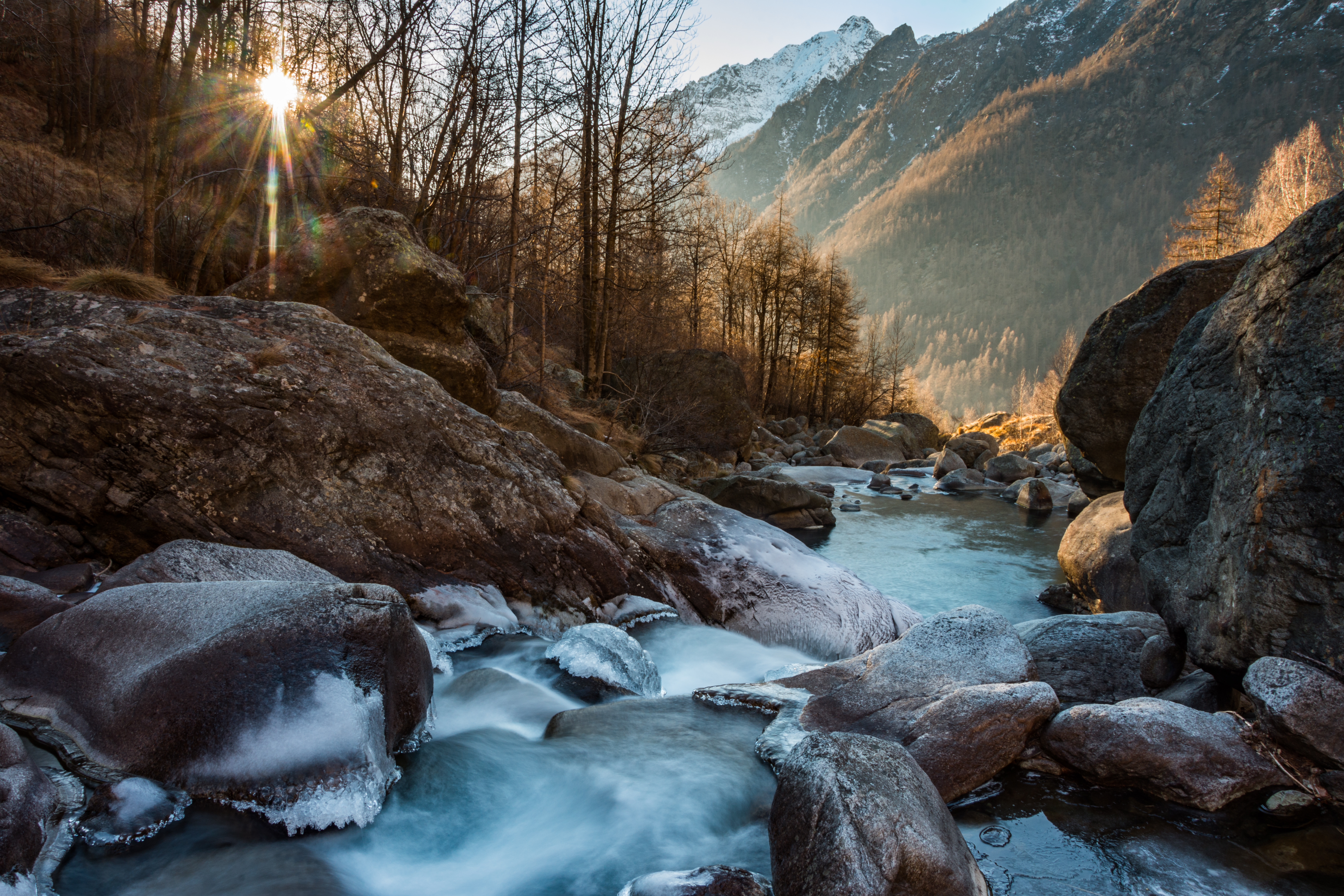
Il torrente all'alba

  - rio Tressi: nasce dalla Cima di Fer (2621 m) e raggiunge il Forzo dopo essere passato tra le borgate di Tressi e Molino di Forzo;
  - rio Arlando: dalla Cima Fer (2621 m) scende in direzione sud confluendo nel Forzo a quota 990 presso Puntagliera.
- In destra idrografica:
  - torrente Pisone: raccoglie le acque del vallone compreso tra il Monveso di Forzo, la Punta delle Sengie, la Cima di Valeille e la Punta Gialin e le convoglia nel Forzo dopo un percorso di 7,6 km;[5]
  - rio Lasin: nasce alle falde della Piata di Lazin (3050 m) e, dopo aver formato l'omonimo lago, dirigendosi da sud-ovest verso nord-est va a gettarsi nel Forzo a Lasinetto;
  - rio Ciarmetta: raccoglie le acque del versante orientale della Punta del Vallone (2479 m) e raggiunge il Forzo poco a monte della sua confluenza nel Soana.

## Cartografia
- Il Parco Nazionale del Gran Paradiso; carta dei sentieri e dei rifugi n. 3 scala 1:50.000, IGC editore, 2007